# Rafael de Egusquiza y Basterra
Rafael de Egusquiza y Basterra (Bilbao, 14 de julio de 1935 - Guecho, Vizcaya, 1 de junio de 2017), conocido como Rafael Egusquiza, fue un jugador de hockey sobre hierba español. Su logro más significativo fue una medalla de bronce  en los juegos olímpicos de Roma 1960 con la selección de España, siendo esta su única participación en unos Juegos Olímpicos.
De profesión fue agente de aduanas. Como tal ocupó el cargo de presidente del Colegio Oficial de Agentes de Aduanas de su ciudad natal, puesto en el que ejerció durante 20 años. También fue el presidente del Consejo General de Agentes de Aduanas de España, cargo este que ocupó durante once años, entre 1990 y 2001. 
Fuera del ámbito laboral, destacó también su labor como directivo del Athletic Club entre 1973 y 1977, durante la presidencia de Félix Oraá.